# Lago di Schliersee
Il lago di Schliersee (in tedesco semplicemente Schliersee) è un lago tedesco sulle Alpi bavaresi, nel territorio comunale di Schliersee.

## Geografia
Lo Schliersee si trova a cira 50 km a sud-est di Monaco di Baviera, tra la valle del Tegernsee e quella dell'Inn, vicino al confine austriaco nelle prealpi bavaresi. Posto ad un'altezza di 777 m s.l.m., ricopre una superficie di 2,22 km². La sua profondità media è di 23,9 m, con una punta di 40,5 m.
Il suo bacino misura 27,15 km². Nel lago vi è la piccola isola di Wörth, sulla quale vi è solo una trattoria.
Il lago è di proprietà del land della Baviera, sotto la tutela dell'Amministrazione bavarese dei Castelli, Giardini e Laghi.
Geologicamente parlando, la parte settentrionale del lago si trova su una zona di rocce Flysch, nelle Alpi Nord-orientali.
Il lago si trova interamente nell'omonimo comune; le frazioni di Neuhaus, Fischhausen e Spitzingsee sono tra le più amate località per vacanze ed escursioni della Baviera.

## Ecologia
Il lago di Schliersee si trovò a lungo in una situazione ecologica preoccupante, poiché, nonostante una canalizzazione tutt'intorno, a metà degli anni settanta fu accertato, che il lago soffriva ancora di eutrofizzazione. La forte crescita di alghe rosse, un tipo di alghe cianoficee, diede alla superficie lacustre un aspetto color rosso-sangue. Presto ci si rese conto che la zona riparata dal vento e la lunga copertura di ghiaccio in primavera inibivano la circolazione dell'acqua.
Per modificare tale situazione, fu installata in entrambi i bacini del lago nel 1982 una circolazione forzata, che generava il rimescolamento totale delle acque lacustri ogni due/tre giorni. Questo provvedimento ebbe successo, poiché da allora né la proliferazione delle alghe rosse né la moria di pesci si presentarono più in misura significativa

## Sport e tempo libero
Annualmente si svolge sullo Schliersee, a fine giugno, il "Triathlon delle Alpi". Questo triathlon su distanze olimpiche (1,5 km di nuoto, 40 km di ciclismo, 10 km di corsa) viene disputato come campionato tedesco.
Nei mesi estivi, da maggio a settembre, è operativa una linea di navigazione sul lago. Al contrario degli altri laghi dell'Alta Baviera, questo collegamento non è operato dalla Bayerischen Seenschifffahrt ma da una società di navigazione privata di Schliersee. Giornalmente, dalle 11 alle 17, ha luogo un giro di navigazione di 45 minuti primi.

## Immagini dello Schliersee

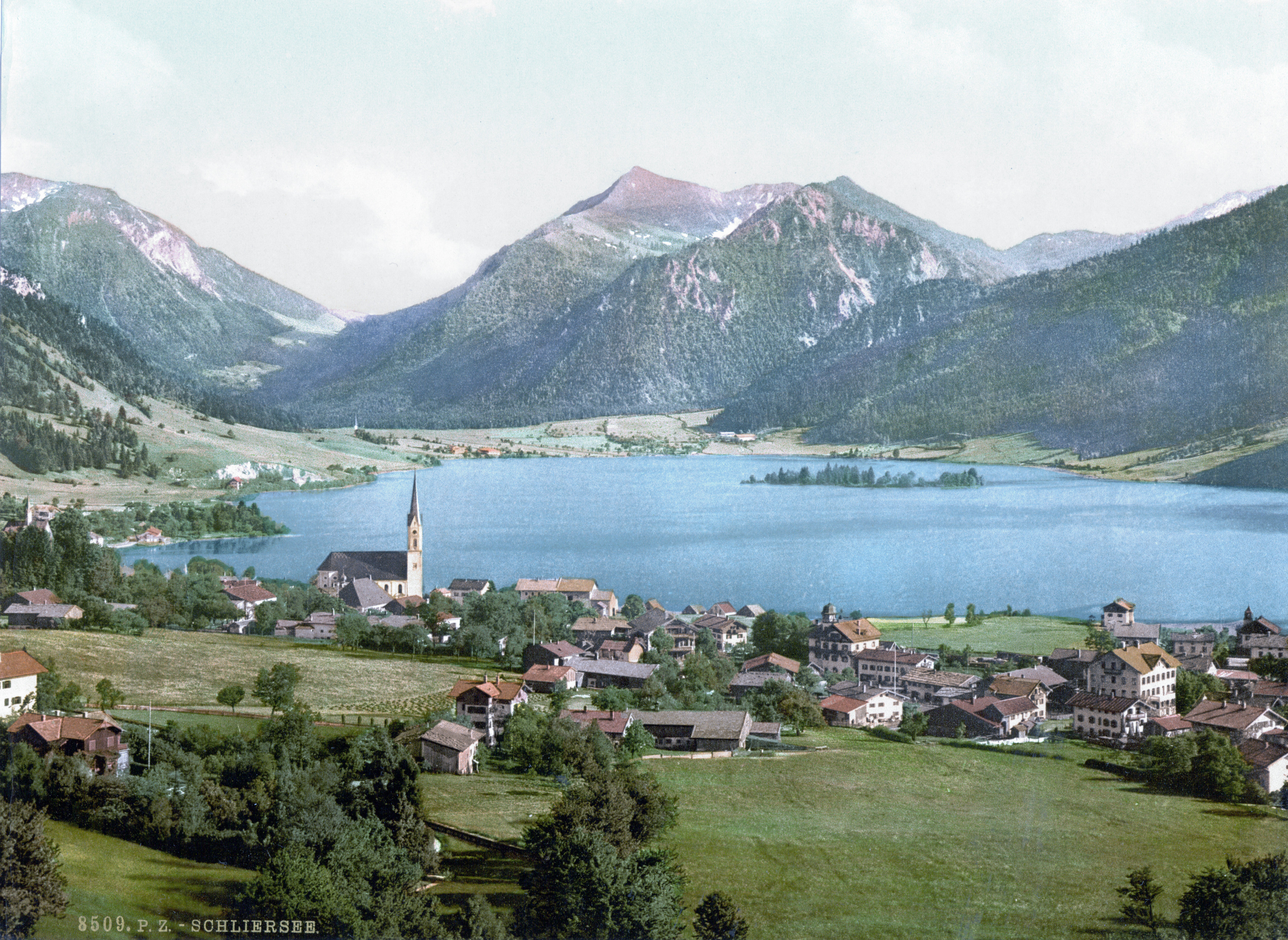
Il lago verso il 1900
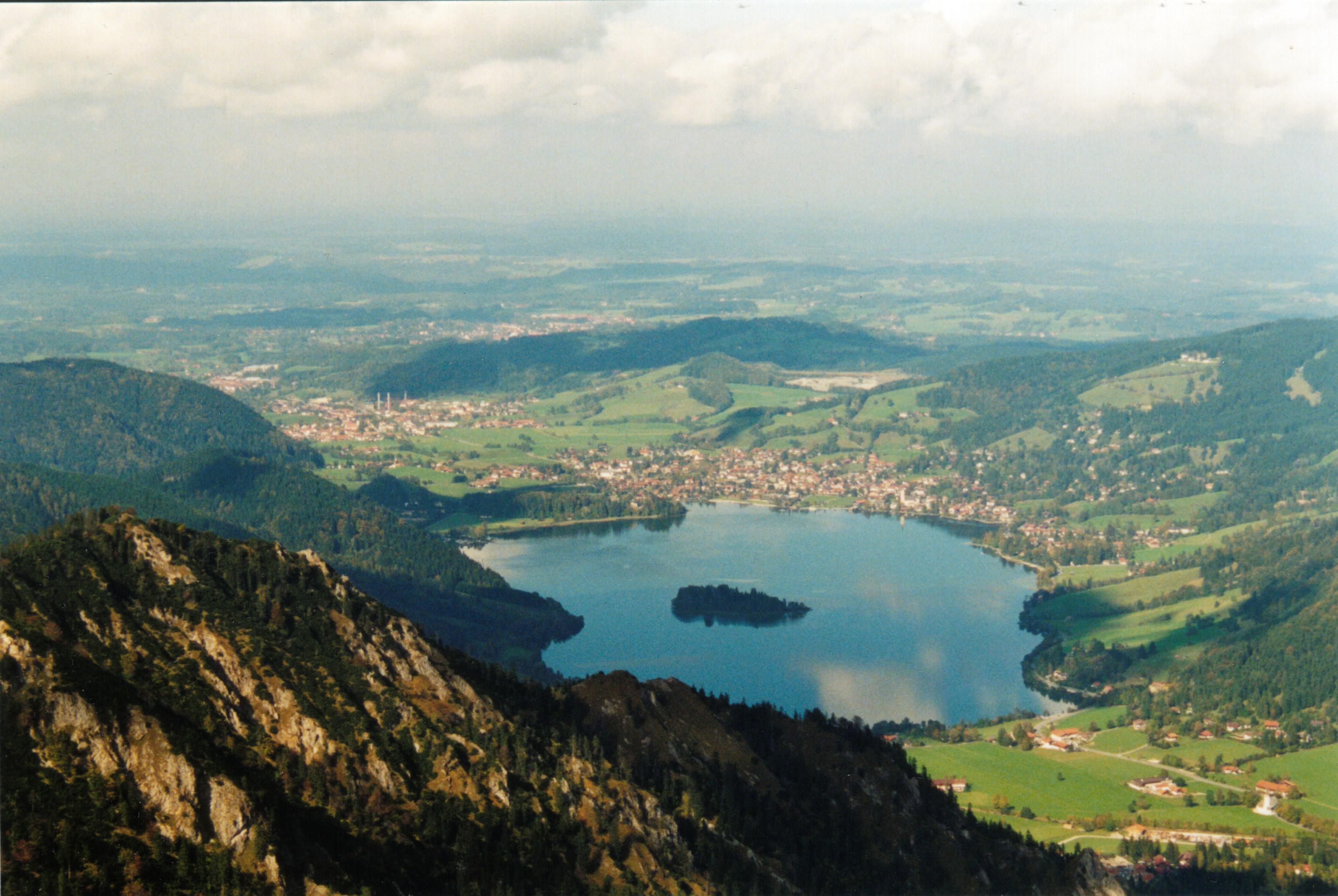
Il lago di Schliersee visto dallo Brecherspitz
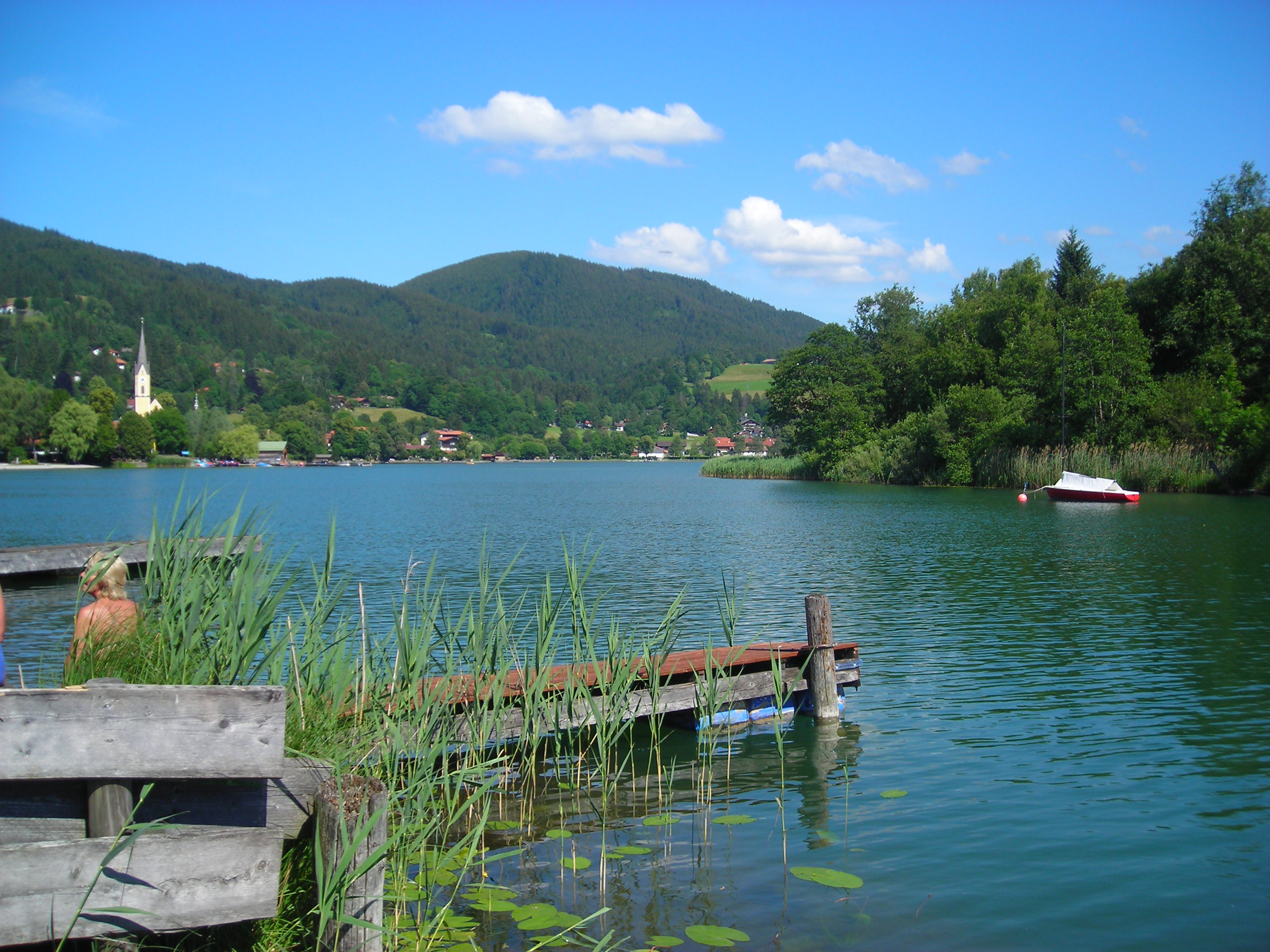
Sul lago verso sud-est
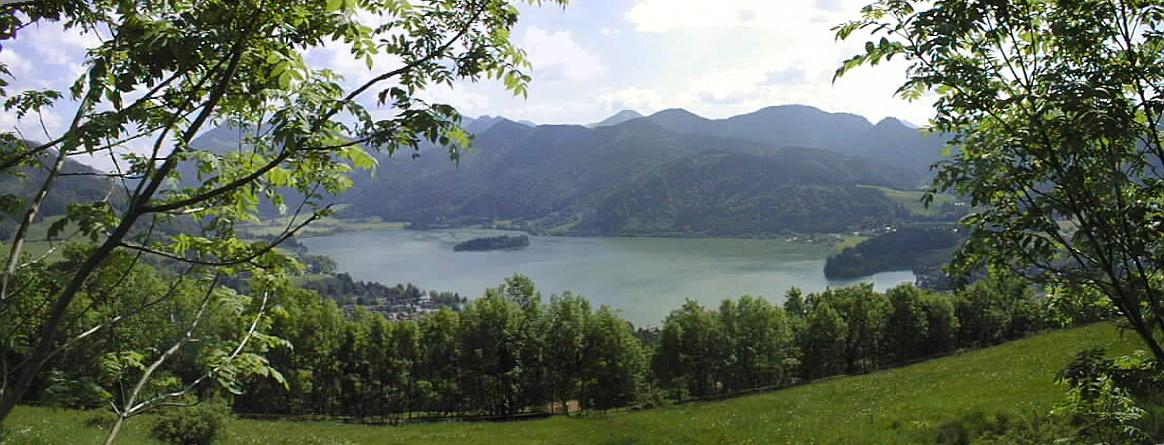
Veduta dallo Schliersbergalm